# Svetovni pokal v alpskem smučanju 2016
50. sezona svetovnega pokala v alpskega smučanja se je začela 24. oktobra 2015 v Söldnu, končala pa 20. marca 2016 v St. Moritzu.
Pri moških smo v tej sezoni videli 44 tekem (11 smukov, 8 superveleslalomov, 9 veleslalomov, 10 slalomov, 3 kombinacije in dve paralelni tekmi).
Pri ženskah pa 40 tekem (9 smukov, 8 superveleslalomov, 9 veleslalomov, 11 slalomov, 3 kombinacije in ena paralelna tekma).
Veliki kristalni globus za zmago v skupnem seštevku sta osvojila Marcel Hirscher in Lara Gut.
Hirscher je osvojil že peti veliki kristalni globus. Gutova pa svojega prvega.
Med sezono so se pri moških poškodovali Matthias Mayer, Josef Ferstl, Aksel Lund Svindal in Georg Streitberger.
Pri ženskah se je še pred začetkom sezone poškodovala branilka skupne zmage Anna Veith. Med sezono pa so se poškkodovale Lindsey Vonn, Mikaela Shiffrin in Sara Hector.
Ta sezona je bila prelomna saj se je pred njo upokojilo nekaj vrhunskih smučarjev in smučark. Med njimi so Tina Maze, Kathrin Zettel, Nicole Hosp, Mario Matt in Benjamin Raich.

## Moški

### Koledar
| #              | Št. tekme | Datum             | Prizorišče           | Disciplina           | Zmagovalec              | Drugouvrščeni                            | Tretjeuvrščeni                           | Viri            |
| -------------- | --------- | ----------------- | -------------------- | -------------------- | ----------------------- | ---------------------------------------- | ---------------------------------------- | --------------- |
| 1593           | 1         | 25. oktober 2015  | Sölden               | VSL                  | Ted Ligety              | Thomas Fanara                            | Marcel Hirscher                          | [ 2 ] [ 3 ]     |
|                |           | 15. november 2015 | Levi                 | SL                   | Tekma je odpovedana.    | Tekma je odpovedana.                     | Tekma je odpovedana.                     | [ 5 ]           |
| 1594           | 2         | 28. november 2015 | Lake Louise          | SM                   | Aksel Lund Svindal      | Peter Fill                               | Travis Ganong                            | [ 7 ] [ 8 ]     |
| 1595           | 3         | 29. november 2015 | Lake Louise          | SVSL                 | Aksel Lund Svindal      | Matthias Mayer                           | Peter Fill                               | [ 9 ] [ 10 ]    |
| 1596           | 4         | 4. december 2015  | Beaver Creek         | SM                   | Aksel Lund Svindal      | Kjetil Jansrud                           | Guillermo Fayed                          | [ 12 ] [ 13 ]   |
| 1597           | 5         | 5. december 2015  | Beaver Creek         | SVSL                 | Marcel Hirscher         | Ted Ligety                               | Andrew Weibrecht                         | [ 14 ] [ 15 ]   |
| 1598           | 6         | 6. december 2015  | Beaver Creek         | VSL                  | Marcel Hirscher         | Victor Muffat-Jeandet                    | Henrik Kristoffersen                     | [ 16 ] [ 17 ]   |
| 1599           | 7         | 12. december 2015 | Val-d'Isère          | VSL                  | Marcel Hirscher         | Felix Neureuther                         | Victor Muffat-Jeandet                    | [ 19 ] [ 20 ]   |
| 1600           | 8         | 13. december 2015 | Val-d'Isère          | SL                   | Henrik Kristoffersen    | Marcel Hirscher                          | Felix Neureuther                         | [ 21 ] [ 22 ]   |
| 1601           | 9         | 18. december 2015 | Val Gardena          | SVSL                 | Aksel Lund Svindal      | Kjetil Jansrud                           | Aleksander Aamodt Kilde                  | [ 24 ] [ 25 ]   |
| 1602           | 10        | 19. december 2015 | Val Gardena          | SM                   | Aksel Lund Svindal      | Guillermo Fayed                          | Kjetil Jansrud                           | [ 26 ] [ 27 ]   |
| 1603           | 11        | 20. december 2015 | Alta Badia           | VSL                  | Marcel Hirscher         | Henrik Kristoffersen                     | Victor Muffat-Jeandet                    | [ 29 ] [ 30 ]   |
| 1604           | 12        | 21. december 2015 | Alta Badia           | PR                   | Kjetil Jansrud          | Aksel Lund Svindal                       | André Myhrer                             | [ 31 ] [ 32 ]   |
| 1605           | 13        | 22. december 2015 | Madonna di Campiglio | SL                   | Henrik Kristoffersen    | Marcel Hirscher                          | Marco Schwarz                            | [ 34 ] [ 35 ]   |
| 1606           | 14        | 29. december 2015 | Santa Caterina       | SM                   | Adrien Théaux           | Hannes Reichelt                          | David Poisson                            | [ 38 ] [ 39 ]   |
| 1607           | 15        | 6. januar 2016    | Santa Caterina       | SL                   | Marcel Hirscher         | Henrik Kristoffersen                     | Aleksandr Khoroshilov                    | [ 40 ] [ 41 ]   |
|                |           | 1. januar 2016    | München              | PR                   | Tekma je odpovedana.    | Tekma je odpovedana.                     | Tekma je odpovedana.                     | [ 42 ]          |
| 6. januar 2016 | Zagreb    | SL                | Tekma je odpovedana. | Tekma je odpovedana. | Tekma je odpovedana.    | [ 36 ]                                   |                                          |                 |
| 9. januar 2016 | Adelboden | VSL               | Tekma je odpovedana. | Tekma je odpovedana. | Tekma je odpovedana.    | [ 45 ] [ 46 ]                            |                                          |                 |
| 1608           | Adelboden | 16                | 10. januar 2016      | SL                   | Henrik Kristoffersen    | Marcel Hirscher                          | Aleksandr Khoroshilov                    | [ 47 ] [ 48 ]   |
| 1609           | 17        | 15. januar 2016   | Wengen               | KB                   | Kjetil Jansrud          | Aksel Lund Svindal                       | Adrien Théaux                            | [ 52 ] [ 53 ]   |
| 1610           | 18        | 16. januar 2016   | Wengen               | SM                   | Aksel Lund Svindal      | Hannes Reichelt                          | Klaus Kröll                              | [ 54 ] [ 55 ]   |
| 1611           | 19        | 17. januar 2016   | Wengen               | SL                   | Henrik Kristoffersen    | Giuliano Razzoli                         | Stefano Gross                            | [ 56 ] [ 57 ]   |
| 1612           | 20        | 22. januar 2016   | Kitzbühel            | SVSL                 | Aksel Lund Svindal      | Andrew Weibrecht                         | Hannes Reichelt                          | [ 59 ] [ 60 ]   |
| 1613           | 21        | 22. januar 2016   | Kitzbühel            | KB                   | Alexis Pinturault       | Victor Muffat-Jeandet                    | Thomas Mermillod-Blondin                 | [ 61 ] [ 62 ]   |
| 1614           | 22        | 23. januar 2016   | Kitzbühel            | SM                   | Peter Fill              | Beat Feuz                                | Carlo Janka                              | [ 63 ] [ 64 ]   |
| 1615           | 23        | 24. januar 2016   | Kitzbühel            | SL                   | Henrik Kristoffersen    | Marcel Hirscher                          | Fritz Dopfer                             | [ 65 ] [ 66 ]   |
| 1616           | 24        | 26. januar 2016   | Schladming           | SL                   | Henrik Kristoffersen    | Marcel Hirscher                          | Aleksandr Khoroshilov                    | [ 68 ] [ 69 ]   |
| 1617           | 25        | 30. januar 2016   | Garmisch             | SM                   | Aleksander Aamodt Kilde | Boštjan Kline                            | Beat Feuz                                | [ 71 ] [ 72 ]   |
|                |           | 31. januar 2016   | Garmisch             | VSL                  | Tekma je odpovedana.    | Tekma je odpovedana.                     | Tekma je odpovedana.                     | [ 73 ]          |
| 1618           | 26        | 6. februar 2016   | Jeongseon            | SM                   | Kjetil Jansrud          | Dominik Paris                            | Steven Nyman                             | [ 77 ] [ 78 ]   |
| 1619           | 27        | 7. februar 2016   | Jeongseon            | SVSL                 | Carlo Janka             | Christof Innerhofer                      | Vincent Kriechmayr                       | [ 79 ] [ 80 ]   |
| 1620           | 28        | 13. februar 2016  | Yuzawa Naeba         | VSL                  | Alexis Pinturault       | Mathieu Faivre                           | Massimiliano Blardone                    | [ 82 ] [ 83 ]   |
| 1621           | 29        | 14. februar 2016  | Yuzawa Naeba         | SL                   | Felix Neureuther        | André Myhrer                             | Marco Schwarz                            | [ 84 ] [ 85 ]   |
| 1622           | 30        | 19. februar 2016  | Chamonix             | KB                   | Alexis Pinturault       | Dominik Paris                            | Thomas Mermillod-Blondin                 | [ 87 ] [ 88 ]   |
| 1623           | 31        | 20. februar 2016  | Chamonix             | SM                   | Dominik Paris           | Steven Nyman                             | Beat Feuz                                | [ 89 ] [ 90 ]   |
| 1624           | 32        | 23. februar 2016  | Stockholm            | PR                   | Marcel Hirscher         | André Myhrer                             | Stefano Gross                            | [ 92 ] [ 93 ]   |
| 1625           | 33        | 26. februar 2016  | Hinterstoder         | VSL                  | Alexis Pinturault       | Marcel Hirscher                          | Thomas Fanara                            | [ 46 ] [ 95 ]   |
| 1626           | 34        | 27. februar 2016  | Hinterstoder         | SVSL                 | Aleksander Aamodt Kilde | Boštjan Kline                            | Marcel Hirscher                          | [ 96 ] [ 97 ]   |
| 1627           | 35        | 28. februar 2016  | Hinterstoder         | VSL                  | Alexis Pinturault       | Marcel Hirscher                          | Henrik Kristoffersen                     | [ 98 ] [ 99 ]   |
| 1628           | 36        | 4. marec 2016     | Kranjska Gora        | VSL                  | Alexis Pinturault       | Philipp Schörghofer                      | Marcel Hirscher                          | [ 101 ] [ 102 ] |
| 1629           | 37        | 5. marec 2016     | Kranjska Gora        | VSL                  | Marcel Hirscher         | Alexis Pinturault                        | Henrik Kristoffersen                     | [ 103 ] [ 104 ] |
| 1630           | 38        | 6. marec 2016     | Kranjska Gora        | SL                   | Marcel Hirscher         | Henrik Kristoffersen                     | Stefano Gross                            | [ 105 ] [ 106 ] |
| 1631           | 39        | 12. marec 2016    | Kvitfjell            | SM                   | Dominik Paris           | Valentin Giraud Moine                    | Steven Nyman                             | [ 108 ] [ 109 ] |
| 1632           | 40        | 13. marec 2016    | Kvitfjell            | SVSL                 | Kjetil Jansrud          | Vincent Kriechmayr                       | Dominik Paris                            | [ 110 ] [ 111 ] |
| 1633           | 41        | 16. marec 2016    | St. Moritz           | SM                   | Beat Feuz               | Steven Nyman                             | Erik Guay                                | [ 114 ] [ 115 ] |
| 1634           | 42        | 17. marec 2016    | St. Moritz           | SVSL                 | Beat Feuz               | Kjetil Jansrud & Aleksander Aamodt Kilde | Kjetil Jansrud & Aleksander Aamodt Kilde | [ 116 ] [ 117 ] |
| 1635           | 43        | 19. marec 2016    | St. Moritz           | VSL                  | Thomas Fanara           | Alexis Pinturault                        | Mathieu Faivre                           | [ 118 ] [ 119 ] |
| 1636           | 44        | 20. marec 2016    | St. Moritz           | SL                   | Andre Myhrer            | Marcel Hirscher                          | Sebastian Foss-Solevåg                   | [ 120 ] [ 121 ] |

### Dobitniki globusov
- Kombinacija:
 Alexis Pinturault [122]
- Veleslalom:
 Marcel Hirscher [123]
- Slalom:
 Henrik Kristoffersen[124]
- Smuk:
 Peter Fill
- Superveleslalom:
 Aleksander A. Kilde

### Stanje v svetovnem pokalu
| Uvr. | 44 tekem             | Točke |
| ---- | -------------------- | ----- |
| 1    | Marcel Hirscher      | 1795  |
| 2    | Henrik Kristoffersen | 1298  |
| 3    | Alexis Pinturault    | 1200  |
| 4    | Kjetil Jansrud       | 1161  |
| 5    | Aksel Lund Svindal   | 916   |

| Uvr. | 11 tekem           | Točke |
| ---- | ------------------ | ----- |
| 1    | Peter Fill         | 462   |
| 2    | Aksel Lund Svindal | 436   |
| 3    | Dominik Paris      | 432   |
| 4    | Kjetil Jansrud     | 432   |
| 5    | Beat Feuz          | 414   |

| Uvr. | 8 tekem                 | Točke |
| ---- | ----------------------- | ----- |
| 1    | Aleksander Aamodt Kilde | 415   |
| 2    | Kjetil Jansrud          | 375   |
| 3    | Aksel Lund Svindal      | 310   |
| 4    | Vincent Kriechmayr      | 298   |
| 5    | Carlo Janka             | 259   |

| Uvr. | 11 tekem              | Točke |
| ---- | --------------------- | ----- |
| 1    | Marcel Hirscher       | 766   |
| 2    | Alexis Pinturault     | 690   |
| 3    | Henrik Kristoffersen  | 487   |
| 4    | Mathieu Faivre        | 423   |
| 5    | Victor Muffat-Jeandet | 405   |

| Uvr. | 11 tekem             | Točke |
| ---- | -------------------- | ----- |
| 1    | Henrik Kristoffersen | 811   |
| 2    | Marcel Hirscher      | 780   |
| 3    | Felix Neureuther     | 389   |
| 4    | André Myhrer         | 367   |
| 5    | Aleksander Korošilov | 358   |

| Uvr. | 3 tekme                  | Točke |
| ---- | ------------------------ | ----- |
| 1    | Alexis Pinturault        | 220   |
| 2    | Thomas Mermillod-Blondin | 170   |
| 3    | Kjetil Jansrud           | 165   |
| 4    | Dominik Paris            | 161   |
| 5    | Victor Muffat-Jeandet    | 130   |

## Ženske

### Dobitniki globusov
- Smuk:
 Lindsey Vonn [125]
- Slalom:
 Frida Hansdotter [126]
- Kombinacija:
 Wendy Holdener
- Superveleslalom:
 Lara Gut

### Stanje v svetovnem pokalu
| Uvr. | 40 tekem            | Točke |
| ---- | ------------------- | ----- |
| 1    | Lara Gut            | 1522  |
| 2    | Lindsey Vonn        | 1235  |
| 3    | Viktoria Rebensburg | 1147  |
| 4    | Tina Weirather      | 1016  |
| 5    | Frida Hansdotter    | 915   |

| Uvr. | 9 tekem         | Točke |
| ---- | --------------- | ----- |
| 1    | Lindsey Vonn    | 580   |
| 2    | Fabienne Suter  | 463   |
| 3    | Larisa Yurkiw   | 407   |
| 4    | Lara Gut        | 394   |
| 5    | Cornelia Hütter | 387   |

| Uvr. | 8 tekem             | Točke |
| ---- | ------------------- | ----- |
| 1    | Lara Gut            | 481   |
| 2    | Tina Weirather      | 436   |
| 3    | Lindsey Vonn        | 420   |
| 4    | Cornelia Hütter     | 400   |
| 5    | Viktoria Rebensburg | 293   |

| Uvr. | 9 tekem             | Točke |
| ---- | ------------------- | ----- |
| 1    | Eva-Maria Brem      | 592   |
| 2    | Viktoria Rebensburg | 590   |
| 3    | Lara Gut            | 472   |
| 4    | Federica Brignone   | 425   |
| 5    | Tina Weirather      | 321   |

| Uvr. | 11 tekem                | Točke |
| ---- | ----------------------- | ----- |
| 1    | Frida Hansdotter        | 711   |
| 2    | Veronika Velez-Zuzulová | 626   |
| 3    | Wendy Holdener          | 561   |
| 4    | Mikaela Shiffrin        | 500   |
| 5    | Šárka Strachová         | 493   |

| Uvr. | 3 tekme              | Točke |
| ---- | -------------------- | ----- |
| 1    | Wendy Holdener       | 198   |
| 2    | Lara Gut             | 160   |
| 3    | Michaela Kirchgasser | 153   |
| 4    | Marie-Michèle Gagnon | 145   |
| 5    | Lindsey Vonn         | 100   |